# سن-ژونی-لاوال
سَن-ژُنی-لاوال (به فرانسوی: Saint-Genis-Laval) یک کمون در فرانسه است که در canton of Saint-Genis-Laval واقع شده‌است.

## خصوصیات
سَن-ژُنی-لاوال ۱۲٫۹۲ کیلومترمربع مساحت و ۲۰٬۶۳۲ نفر جمعیت دارد و ۲۷۰ متر بالاتر از سطح دریا واقع شده‌است.

## خواهرخوانده
شهرهای پونتاسیوه و سایرن‌سستر خواهرخوانده‌های سَن-ژُنی-لاوال هستند.